# Vetro opalino

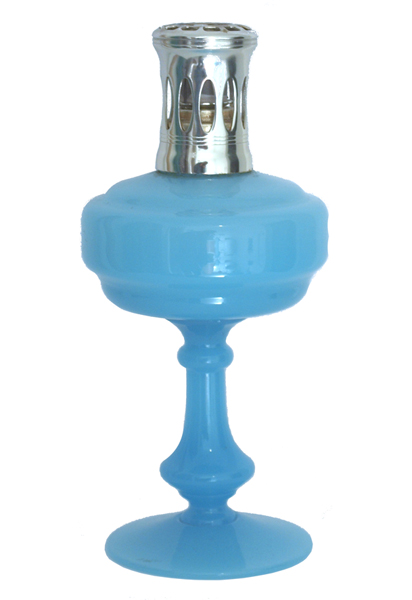
Lampada Berger Opaline-bleue, 1978

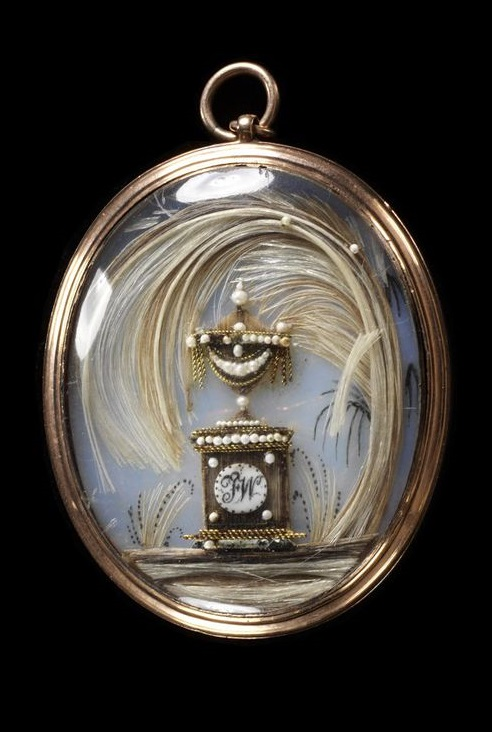
Ciondolo in oro, capelli, perle e vetro opalino, Inghilterra, 1775-1800

Per vetro opalino (o opaline o vetro lattimo) si intende un vetro lattiginoso, che può essere bianco o colorato, reso traslucido o opaco con l'aggiunta nell'impasto, durante la produzione, di particolari sostanze chimiche (fosfati o ossidi). Può anche avere i riflessi dell'iride.

## Storia
I primi oggetti in vetro opalino furono realizzati a Murano nel XVI secolo, con l'aggiunta di fosfato di calcio, derivante dalla calcinazione delle ossa. La tecnica non rimase segreta e fu copiata in Germania, dove questo vetro era noto come bein glass, cioè "vetro d'ossa".
Il vetro opalino fu prodotto in grande quantità in Francia nell'Ottocento e raggiunse l'apice della diffusione e popolarità durante l'impero di Napoleone III. I pezzi fabbricati nel periodo di Napoleone I, che sono traslucidi, sono i più ricercati dal mercato antiquario. I centri di produzione erano a Le Creusot, a Baccarat, a Saint-Louis-lès-Bitche. In Inghilterra se ne produsse nel Settecento, a Bristol. Dalla metà dell'Ottocento vennero di moda gli oggetti in vetro opalino opaco. Alla Manifattura di porcellane di Sèvres si sperimentò una linea produzione in vetro lattimo bianco, decorato a mano, che tentava di imitare la trasparenza della porcellana cinese.
Con questo particolare vetro furono realizzati artigianalmente oggetti di uso comune: vasi, ciotole, tazze, coppe, caraffe, bottiglie per profumo, scatole, lumi. Alcuni oggetti furono anche decorati a smalto, a freddo, con fiori, con paesaggi, con uccelli. A volte al vaso opalino si aggiungeva un supporto in bronzo o in argento.
La fabbrica francese Portieux Vallerysthal ha immesso nel mercato oggetti di vetro opalino in un particolare colore blu-azzurro. Alcuni pezzi hanno decori in oro zecchino o in smalti policromi e a volte sono dotati di supporti o cerniere di bronzo dorato (servizi di piatti, oliere, servizi di bicchieri e di tazze, scatole, lumi, flaconi, lampadari). Il colore blu-azzurro del vetro si ispira a quello dell'uovo di pettirosso americano.
Il vetro opalino è stato utilizzato anche per alcune lampade prodotte da FontanaArte.

## Produzione e caratteristiche
Per realizzare il vetro opalino vengono aggiunte sostanze opacizzanti, come il fosfato di sodio, il cloruro di sodio, il fosfato di calcio, il cloruro di calcio, l'ossido di stagno e l'ossido di talco. Il vetro può assumere in tal modo diverse colorazioni e presentare sfumature di colore variabili, a seconda della quantità della sostanza aggiunta: bianco, grigio, rosa, verde lavanda, giallo oro, azzurro, blu e nero.